# Moab (Utah)
Moab is een plaats (city) in de Amerikaanse staat Utah. Het is de hoofdplaats van Grand County. Moab is van belang voor het toerisme naar de nabijgelegen woestijnachtige natuurgebieden Arches en Canyonlands. Daarnaast is Moab ook een populaire uitvalsbasis voor rafting op de Colorado en tochten met de 4x4 of mountainbike, waarbij de Slickrock Trail waarschijnlijk de bekendste tocht is voor mountainbikers. De 4x4 hummer tours vinden plaats op de bekende Hells Revenge Trail. In het verleden was het stadje bekend als Uranium City vanwege de uraniummijnen. Ook vanadium, mangaan en kalium werden er gevonden. Deze industrie is echter geheel ingestort.
Vanwege de pittoreske rotsformaties en het majestueuze landschap in de omgeving van Moab werden er veel films opgenomen, vooral westerns, als eerste Wagonmaster van John Ford (1949). Enkele andere voorbeelden: Once Upon a Time in the West (1968), Indiana Jones and the Last Crusade (1988), Thelma and Louise (1990) en Mission: Impossible II (2000).

## Demografie
Bij de volkstelling in 2000 werd het aantal inwoners vastgesteld op 4779.
In 2006 is het aantal inwoners door het United States Census Bureau geschat op 4875, een stijging van 96 (2,0%).

## Geografie
Volgens het United States Census Bureau beslaat de plaats een oppervlakte van
9,4 km², geheel bestaande uit land. Moab ligt op ongeveer 1227 m boven zeeniveau.

## Plaatsen in de nabije omgeving
De onderstaande figuur toont nabijgelegen plaatsen in een straal van 68 km rond Moab.

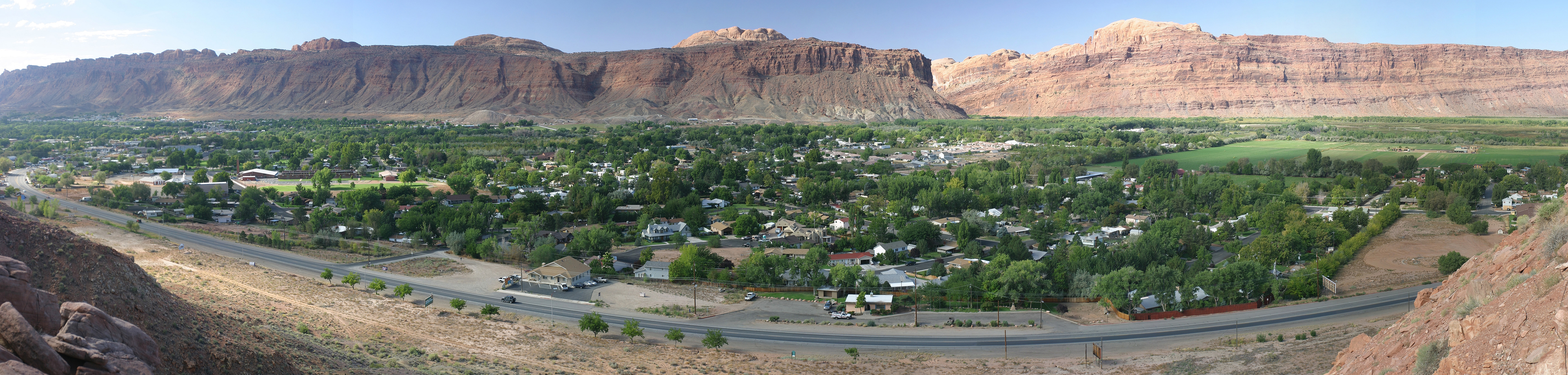
Panorama over Moab